# Morro Bay
Morro Bay è una città costiera della contea di San Luis Obispo, in California, Stati Uniti. Nel 2000 aveva una popolazione di 10 350 abitanti, passati a 10 234 nel 2010.

## Storia

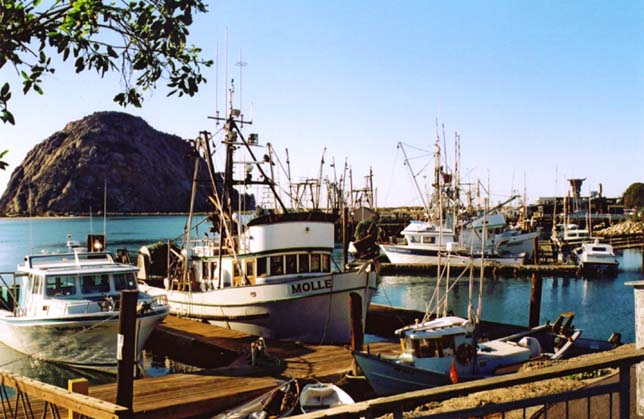
Il Morro Rock sullo sfondo del porto

La preistoria di Morro Bay si ricollega con l'insediamento dei Chumash, posto in prossimità della foce del Morro Creek. All'inizio del periodo della preistoria californiana indicato Millingstone Horizon, migliaia di anni fa, l'insediamento copriva un ampio territorio lungo la riva e sulle terrazze sopra il Morro Creek.
Il Morro Rock è stato scoperto nel 1542 dal navigatore portoghese Juan Rodríguez Cabrillo, che esplorava la costa del Pacifico per conto della Spagna. Cabrillo chiamò il monte El Moro, perché gli ricordò la testa di un Moro con indosso il suo tipico turbante. Altrimenti, il nome potrebbe essere derivato dalla parola spagnola "morro", che significa "ciottolo", spesso utilizzata nelle aree dove si parla lo spagnolo per indicare montagne isolate e dalla forma che ricorda un'enorme roccia.
I primi immigranti filippini che giunsero in America col galeone spagnolo Nuestra Señora de Esperanza, approdarono il 18 ottobre 1587 a Morro Bay.
Sotto la sovranità messicana, estese concessioni terriere divisero le aree circostanti in ranch per l'allevamento del bestiame e per la produzione del latte. Le necessità del commercio, in particolare di collegamenti navali con le altre città per il trasporto del raccolto, degli animali e degli altri prodotti delle fattorie, portarono Morro Bay a crescere.
La città fu fondata da Franklin Riley nel 1870 come un porto per l'esportazione di prodotti caseari. Riley fu determinante per la costruzione di un molo, oggi indicato come l'Embarcadero. Durante gli anni settanta dell'Ottocento, era frequente vedere schooner ormeggiati all'Embarcadero caricare lana, patate, orzo e prodotti caseari.
Sin dall'inizio del XX secolo, la città è stata una meta per le vacanze estive. Il turismo è la principale attività della città. La spiaggia più famosa è sul lato settentrionale del Morro Rock, a nord della baia. Altre spiagge sono presenti a nord ed a sud della città e sono oggi possedute dallo Stato della California.
Negli anni quaranta, si è sviluppata l'industria della raccolta degli abaloni o orecchie di mare, dei molluschi. Dopo aver raggiunto il picco nel 1957, le partite di abaloni sono declinate significativamente a causa del sovrasfruttamento. È invece attiva la pesca dell'halibut, della sogliola, del pesce roccia, del tonno alalunga e di molte altre specie di pesce, sia a scopo commerciale, sia come pesca sportiva. Le attività cittadine combinano, oggi, l'industria della pesca con il turismo costiero. Inoltre, le ostriche sono allevate artificialmente nella baia poco profonda.
Morro Bay è ospita un santuario degli uccelli ed una riserva marina, nella baia. Anche l'estuario è indicato come d'interesse statale e nazionale.

## Geografia fisica
Morro Bay si trova alle coordinate 35°22′45″N 120°51′12″W (35,379043, -120,853354). Con lo stesso nome è indicato l'ampio estuario collocato sulle spiagge settentrionali della baia stessa. La città è a 20 km da San Luis Obispo e si trova sulla Highway 1.
Secondo i dati forniti dallo United States Census Bureau, la città copre un'area di 26,3 km², dei quali 13,4 km² di terra e 12,9 km² (pari al 49.2% del totale) ricoperti dall'acqua.

### Morro Rock

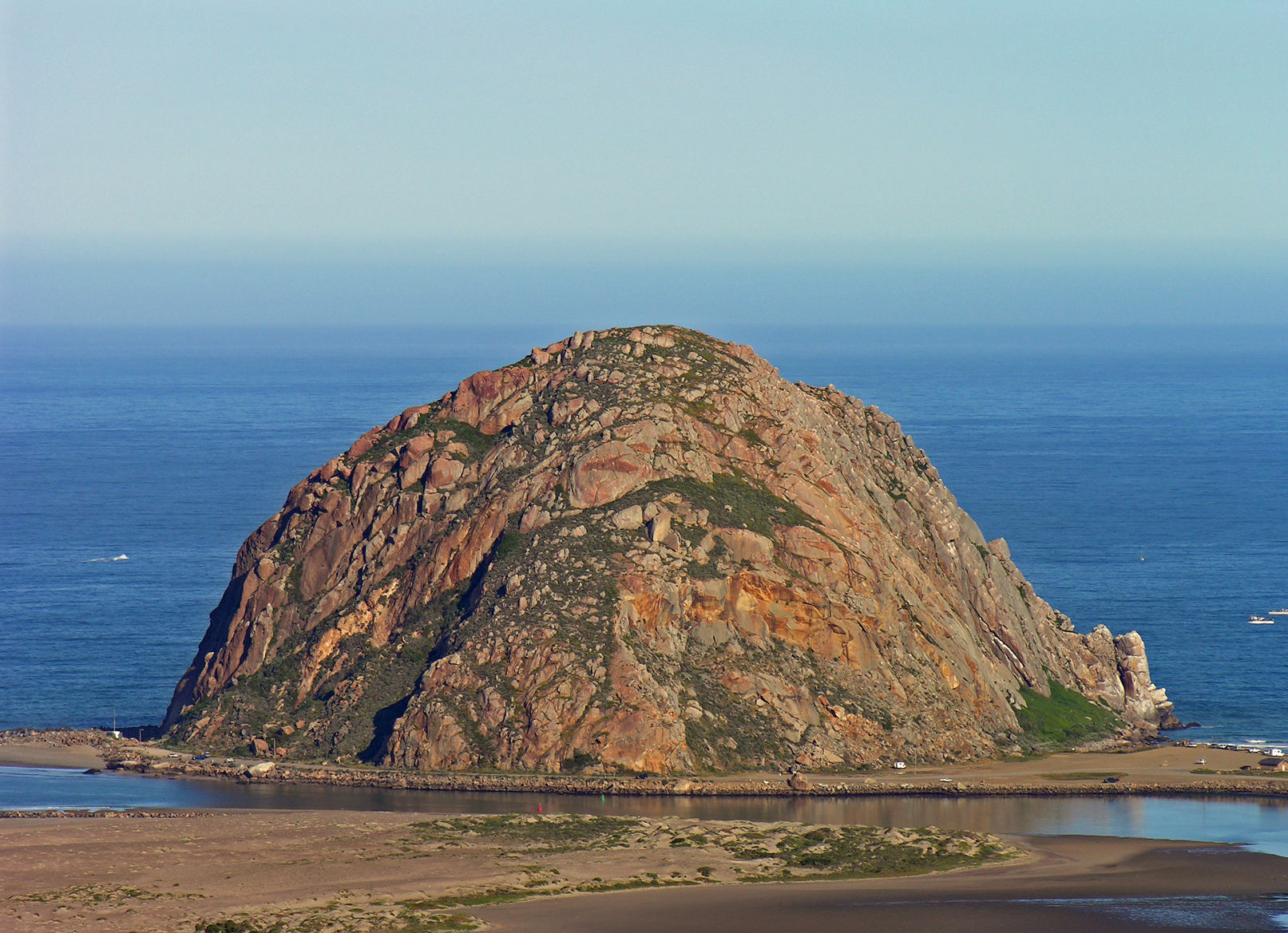
Il Morro Rock

La principale caratteristica è il Morro Rock, un neck vulcanico di 176 m di altezza, che si trova all'entrata del porto ed è collegato alla spiaggia da una strada rialzata. Inizialmente era totalmente circondato dall'acqua ma successivamente il canale settentrionale è stato riempito per creare il porto. È stato sfruttato come cava dal 1889 al 1969. Oggi, l'accesso del pubblico alla montagna è vietato perché selezionata per la protezione del falco peregrino, mentre è visitabile l'area alla sua base.
Morro Rock è parte di una serie di neck vulcanici indicati come le Nine Sisters (Nove sorelle), allineati tra Morro Bay e San Luis Obispo. È possibile che l'area sia transitata sopra un punto caldo nel corso delle ere.

### Clima
Morro Bay ha un clima mediterraneo (contraddistinto dalla sigla Csb secondo la classificazione dei climi di Köppen).
| Morro Bay           | Mesi | Mesi | Mesi | Mesi | Mesi | Mesi | Mesi | Mesi | Mesi | Mesi | Mesi | Mesi | Stagioni | Stagioni | Stagioni | Stagioni | Anno  |
| Morro Bay           | Gen  | Feb  | Mar  | Apr  | Mag  | Giu  | Lug  | Ago  | Set  | Ott  | Nov  | Dic  | Inv      | Pri      | Est      | Aut      | Anno  |
| ------------------- | ---- | ---- | ---- | ---- | ---- | ---- | ---- | ---- | ---- | ---- | ---- | ---- | -------- | -------- | -------- | -------- | ----- |
| T. max. media (°C)  | 16,7 | 16,7 | 17,2 | 17,2 | 17,8 | 18,3 | 18,9 | 20,0 | 20,6 | 18,9 | 16,7 | 16,7 | 16,7     | 17,4     | 19,1     | 18,7     | 18,0  |
| T. min. media (°C)  | 5,6  | 6,7  | 7,2  | 8,9  | 10,0 | 11,1 | 11,7 | 11,7 | 10,0 | 7,8  | 6,7  | 5,6  | 6,0      | 8,7      | 11,5     | 8,2      | 8,6   |
| Precipitazioni (mm) | 88,6 | 93,7 | 93,0 | 28,5 | 8,6  | 1,8  | 0,8  | 2,3  | 9,4  | 17,8 | 39,1 | 63,8 | 246,1    | 130,1    | 4,9      | 66,3     | 447,4 |

I dati riportati in tabella sono tratti dalla fonte riportata in nota.